# 54e régiment d'infanterie coloniale
Pour les articles homonymes, voir 54e régiment.
Le 54e régiment d'infanterie coloniale est une unité des troupes coloniales de l'armée française. Il a été formé pendant la Première et pendant la Seconde Guerre mondiale.

## Création et différentes dénominations
- 30 mars 1915 - Création du 4e régiment mixte colonial
- 5 août 1915 - Devient le 54e régiment d'infanterie coloniale
- 30 juin 1919 - Dissolution
- 6 septembre 1939 - Reconstitution du 54e régiment d'infanterie coloniale
- 1er mars 1940 - transformé en 54e régiment d'infanterie coloniale mixte sénégalais
- juillet 1940 - Dissolution

## Historique

### La Première Guerre mondiale

#### Rattachements
- 7 août 1915 - 15 octobre 1915 : 1re division d'infanterie du corps expéditionnaire d'Orient
- 15 octobre 1915 - 6 janvier 1916 : 1re division d'infanterie du corps expéditionnaire des Dardanelles (par changement de nom de la 1re DI du CEO)
- 6 janvier 1916 - août 1918 : 17e division d'infanterie coloniale (17e DIC, par changement de nom de la 1re DI du CED)

#### 1915
Le régiment est créé le 4e régiment mixte colonial est renommé 54e régiment d'infanterie coloniale.
- 17 août : 6e combat du Kéréves Déré, puis organisation d'un secteur dans cette région.
- Évacuation de la presqu'île de Gallipoli et transport à Moudros.
- Formation d'une brigade, au moyen d'éléments européens du CED stationnés à Moudros, Ténédos et Mytilène.

#### 1916

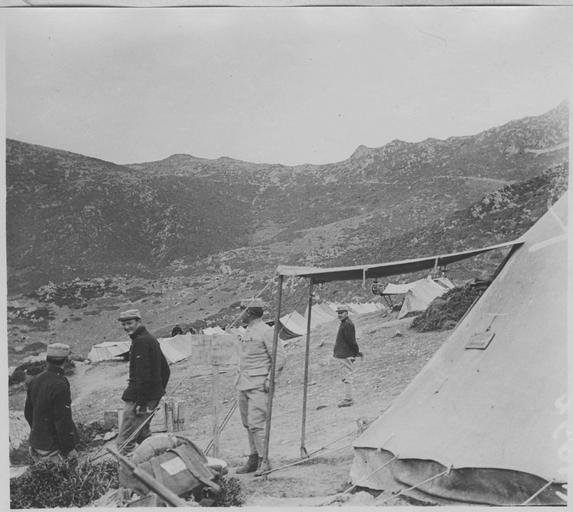
Camp de la 4e compagnie du dans la région de Livadi, le 7 avril 1916.

- 28 janvier – 28 avril : Débarquement en Macédoine de la brigade européenne. Formation de la 17e DIC, par l'adjonction d'une brigade arrivant de France. Organisation de positions défensives vers Livaritikon Oros et les hauteurs nord et sud-est de Galatista.

### La Seconde Guerre mondiale
Le 6 septembre 1939, le régiment est formé à Carcassonne et est affecté à la défense du littoral méditerranéen (organe côtier H).
Il est renommé 54e régiment d'infanterie coloniale mixte sénégalais le 1er mars 1940. En 1940, le régiment, à deux bataillons, est stationné à La Londe, aux salins d'Hyères, à Porquerolles, au Lavandou, à Bormes, à Port-Cros, à Fréjus et à Saint-Raphaël. Il est dissout en juillet 1940 sans avoir combattu.

## Drapeau du régiment
Il porte les inscriptions:
- SEDD-UL-BAHR 1915
- MACEDOINE 1916-1918

## Insigne
L'insigne du régiment, réalisé en 1939 mais homologué en 1979 (alors que le régiment est devenu, sous le nom de 54e régiment d'infanterie de marine, une unité de réserve à mettre sur pied en cas de mobilisation), fait référence aux fortifications de Carcassonne. Une nouvelle version est homologuée en 1981.
Ce n'est pas les fortifications de Carcassonne, mais celle de Sedd-ul-Bahr, (1er. Nom de bataille sur le drapeau)

## Liste des chefs de corps
- Lieutenant-Colonel, puis Colonel VACHER, du 1er mars 1915 au 26 juillet 1916[5].
- Lieutenant-Colonel AYMARD, du 26 juillet 1916 au 28 novembre 1916.
- Lieutenant-Colonel CORRE, du 28 novembre 1916 au 7 janvier 1917.
- Lieutenant-Colonel DEHOVE, du 7 janvier 1917 au 21 novembre 1918[6].
- Lieutenant-Colonel FAUCON, du 21 novembre 1918 au 30 juin 1919.
- Colonel Ducrot, en 1939-1940[3].

## Personnalités ayant servi au régiment
- Marcel Élie Pellet, officier au 54e RIC pendant la Première Guerre mondiale

## Sources et bibliographie
- Historique du 54e régiment d'infanterie coloniale : 1914-1918, Toulon, Bouchet, 1920, 27 p., lire en ligne sur Gallica.